# هاجيسون وامبو
كانت هاجيسون وامبو المحدودة (HWL) شركة استثمارية قابضة مقرها في هونغ كونغ. كانت شركة فورتشن غلوبال 500 وواحدة من أكبر الشركات المدرجة في بورصة هونغ كونغ. كانت هاجيسون وامبو شركة دولية مع مجموعة متنوعة من المقتنيات التي تضمنت أكبر ميناء في العالم ، وعمليات اتصالات في 14 دولة كانت تدار تحت العلامة التجارية الثالثة. كما تضمنت أعمالها التجارية التجزئة وتطوير العقارات والبنية التحتية.
كانت 49.97 ٪ مملوكة لمجموعة تشيونغ كونغ القابضة حتى 3 يونيو 2015 ، عندما اندمجت الشركة مع مجموعة شاونج كونج كجزء من إعادة تنظيم كبرى لأعمال المجموعة. تم تغيير اسم العمل المشترك إلى سي كيه هوتشن القابضة.